# 前橋市立元総社北小学校
前橋市立元総社北小学校（まえばししりつ もとそうじゃきたしょうがっこう）は、群馬県前橋市総社町総社にある前橋市立小学校。

## 概要
自然が豊かで、小学校でホタルやまえばしメダカなどを育てている。

## 学区
- 元総社町の一部[1]
- 元総社町二丁目
- 元総社町三丁目
- 総社町総社の一部
- 問屋町一丁目
- 問屋町二丁目

## 教育方針
- 受容的・共感的・肯定的な支持的風土のある学校経営を行い、かけがえのない児童の夢を育む。
- 豊かな感性を育み、自己表現できる児童を育成する。
- 規範意識を高め、礼儀正しく、笑顔あふれる児童の学校生活を展開する。[2]